# Лихарев, Владимир Николаевич
Влади́мир Никола́евич Ли́харев (1803, Кончинка, Тульская губерния — 11 [23] июля 1840, Северо-Кавказский имамат) — декабрист, участник Кавказской войны, подпоручик квартирмейстерской части (1823), унтер-офицер (1840). Погиб в сражении с горцами.

## Биография
Владимир Николаевич Лихарев родился в дворянской семье осенью 1803 года. Сын ротмистра Николая Андреевича Лихарева (1772—1826) от брака его с Пелагеей Петровной Быковой (ум. 19 (31) января 1848 года). Родовое имение (124 души) с. Кончинка (Коншинка) Кончинской волости Каширского уезда Тульской губернии, ныне деревня входит в Сетский сельский округ муниципального образования Мордвесское Венёвского района Тульской области. Родители имели ещё 500 душ в Тульской, Рязанской и Костромской губерниях. У Владимира было три брата и пять сестёр.
До 15 лет воспитывался дома у родителей под руководством Делиля (среди учителей были Гансон, Добровольский, Больтинге, Реми и др.), затем у пастора Галлера. 7 (19) декабря 1817 года поступил в Московское Училище колонновожатых.
12 (24) марта 1820 года выпущен по экзамену прапорщиком в свиту по квартирмейстерской части и назначен на Главную квартиру 1 армии. В 1821 году откомандирован к генерал-лейтенанту графу Палену в конно-егерский дивизион. 10 (22) июня 1821 года командирован на съемку земель военного поселения Бугской и 3-й Украинской уланской дивизии. С 22 апреля (4 мая)  1823 года подпоручик. С 3 (15) декабря 1824 года был в отпуске на 4 месяца.
Член Южного общества, принят родственником, полковником В. Л. Давыдовым. Сокровенной цели общества не знал, разговоры о введении Республиканского правления иногда слышал. Знал, что Северное и Польское общества были связаны с Южным. Составил «Взгляд на военные поселения» в духе общества. Принял в общество отставного чиновника коллегии иностранных дел Бошняка и вёл переговоры с генералом графом Виттом.
8 (20) ноября 1824 года у Лихарева была дуэль с Михаилом Павловичем Бестужевым-Рюминым из-за Екатерины, дочери сенатора генерала Андрея Михайловича Бороздина. Бестужев-Рюмин предложил Екатерине выйти за него замуж, но его родители не дали согласия и он, отказавшись от женитьбы, скомпрометировал её. Лихарев стрелял первым, его пуля сорвала левый эполет. Пуля Бестужева-Рюмина застряла в мягкой ткани правого бедра Лихарева. Лекарь посоветовал не трогать пулю. 17 (29) августа 1825 года Лихарев и Бороздина обвенчались.
18 (30) октября 1825 года генерал Витт объявил Александру I о раскрытии заговора во 2-й армии. Одним из первых в списке заговорщиков был Лихарев. В апреле 1825 года к нему был послан агент-провокатор Бошняк, который узнал от Лихарева о существовании Южного общества. Приказ об аресте от 18 (30) декабря 1825 года. 
29 декабря 1825 года (10 января 1826 года) арестован в доме Иосифа Викторовича Поджио в селе Яновка Чигиринского уезда Киевской губернии (они были женаты на родных сёстрах), доставлен из Елисаветграда в Санкт-Петербург на главную гауптвахту — 8 (20) января 1826 года, в тот же день переведён в Петропавловскую крепость, в № 13 куртины между бастионами Екатерины I и Трубецкого. Был допрошен генерал-адъютантом В. В. Левашовым. 26 января (7 февраля)  1826 года Лихарева посетил родственник Н. Н. Раевский.
Отнесён к VII разряду государственных преступников и по конфирмации 10 (22) июля 1826 года осуждён на каторжные работы на 2 года с лишением чинов и дворянства, 22 августа (3 сентября)  1826 года срок сокращён до 1 года.
Отправлен из Петропавловской крепости в Сибирь 7 (19) февраля 1827 года. Приметы: рост 2 аршина 7 4/8 вершков, «лицо белое, продолговатое, глаза серые, нос посредственный, продолговат, волосы на голове и бровях светлорусые, на правом боку ниже ребер от раны шрам и пуля внутри».
Доставлен в Читинский острог 4 (16) апреля 1827 года. По истечении срока каторги в апреле 1828 года обращен на поселение в с. Кондинское Берёзовского округа Тобольской губернии, в 1829 году мать и жена неудачно ходатайствовали об определении его рядовым в действующую армию. По ходатайству матери разрешено перевести в город Курган Курганского округа Тобольской губернии в мае 1830 года. В начале 1832 года просил разрешения у Тобольского генерал-губернатора на поездку в Тобольск для лечения и извлечения пули. Пробыл в Тобольске с 15 (27) июля 1832 года по 21 января (2 февраля)  1833 года, затем вернулся в Курган.
Близко знавшие Лихарева называли его одним из самых замечательных людей своего времени. Он знал четыре языка и говорил и писал на них одинаково свободно. Он был человеком широкой души, всегда готов был не только делиться, но и отдавать самое последнее. Вопреки официальным предписаниям активно общался с курганскими чиновниками и гражданами. При всём этом он страстно любил карточную игру и вообще рассеянную жизнь. Лихарев не умел себе ни в чём отказывать, получая от родных по 1000 рублей в год ассигнациями, часто нуждался в деньгах. Общая сумма его долга после болезни достигла 7000 рублей. Тобольский губернатор В. И. Копылов предложил генерал-губернатору Западной Сибири Н. С. Сулиме принять меры к ограждению кредита государственных преступников, так как подобные займы, какие делал Лихарев, нарушают Высочайшую волю, ограничивающую материальные средства государственных преступников. Сулима согласился с мнением Копылова и предложил опубликовать соответствующее распоряжение; долги Лихарева решено было уплачивать по частям из ежегодно получаемых им денег от родственников, и, кроме того, ему было выдано 200 рублей казённого пособия. Впрочем, распоряжение об ограничении кредита государственным преступникам не имело вообще практических последствий, и, в частности, в Кургане находились люди, охотно ссужавшие и Лихарева, и других декабристов и деньгами, и необходимыми продуктами. Жители Кургана относились к Лихареву сочувственно, что в конце 1836 года был на них донос со стороны тобольского чиновника Яшина, сообщившего губернатору, что «живущие в Кургане государственные преступники Фохт и Лихарев показываются беспрестанно в тамошних обществах и взаимно открытым образом посещаются курганскими чиновниками и гражданами». Копылов не дал доносу формального хода и ограничился только наставлением курганскому городничему, чтобы впредь «доброходство и сострадание» местных чиновников и граждан «отнюдь не переступали границ должного благоприличия и установленного законом порядка».
В 1837 году определен рядовым в Отдельный Кавказский корпус, выехал из Кургана 21 марта (2 апреля)  1837 года, 28 июля (9 августа)  1837 года зачислен в Куринский пехотный полк, В 1838 году переведён в Тенгинский пехотный полк и назначен в отряд Н. Н. Раевского, 12 (24) мая 1838 года участвовал в высадке при Туапсе. Участвовал в десантных операциях и строительных работах на берегу Чёрного моря. В сентябре 1839 года был в госпитале в Тамани по болезни, весной 1840 года вернулся в строй. В 1840 году жил в Прочном Окопе.
Владимир Лихарев был убит 11 (23) июля 1840 года в сражении на реке Валерик в наибстве Гехи Северо-Кавказского имамата, ныне окрестности села Валерик Валерикского сельского поселения Ачхой-Мартановского района Чеченской Республики.
Версии гибели:
1. Находясь в цепи застрельщиков, был убит непосредственно во время боя.
2. Возвращаясь после боя под Валериком, М. Ю. Лермонтов, любивший бравировать, затеял спор с Лихаревым и заставил его отстать от своего отряда. Из зарослей выскочил конный отряд из нескольких чеченцев, и Лихарев помчался галопом прямо к вражескому отряду. Когда подъехали остальные офицеры, чеченский отряд снова исчез, а всадник с конём лежали убитые[3].

Приказ о производстве в унтер-офицеры не застал Лихарева в живых.

## Семья
Родоначальником Лихаревых был знатный татарин Бахты-Хози, в крещении Анания, по прозванию Иван Лихарь, который, вместе с двумя братьями (родоначальниками Тевяшевых и Фустовых), выехал из Золотой Орды к великому князю Василию Дмитриевичу в 1393 году. У Анании сын Григорий, внук Давыд, правнук Григорий Давыдович; у него внук Казьма Родионович; у него внук стольник Федор Иванович; у него внук секунд-майор Андрей Иванович, дед декабриста.
У Владимира Николаевича было три брата и пять сестёр, среди них:
- Варвара (1803—1876), замужем за Петром Львовичем Давыдовым
- Елизавета
- Екатерина

Владимир Лихарев сочетался браком 17 (29) августа 1825 года в селе Телепино Киевской губернии с Екатериной Андреевной Бороздиной (20 июня (2 июля)  1807 года — 11 (23) марта 1839 года), дочерью сенатора Андрея Михайловича Бороздина от брака его с Софьей Львовной Давыдовой. Сестра её Мария была замужем за декабристом Иосифом Викторовичем Поджио. Обе не последовали за мужьями в Сибирь и после развода получили право вступить в новый брак. Жили в родительском доме в Крыму. В 1836 году Екатерина вышла замуж за помощника графа Воронцова отставного гвардии прапорщика Льва Антоновича Шостака (1810—1843). Родив двух сыновей, Евгения (1837—?) и Александра (17 (29) сентября 1838 года — после 1863), вскоре умерла от чахотки в  Симферополе. Похоронена в семейном склепе в имение в Кучук-Ламботе.
- Сын Николай Владимирович Лихарев (28 мая (9 июня)  1826 года — 1894?), прапорщик. В службу вступил унтер-офицером в Рязанский пехотный полк 5 (17) января 1844 года; отставлен, как не утвержденный в дворянстве без воинского чина 19 (31) января 1845 года; поступил рядовым в Драгунский полк принца Вюртембергского 1 (13) апреля 1846 года; произведен в унтер-офицеры 9 (21) декабря 1847 года; за отличие в делах с горцами пожалован в прапорщики 29 июля (10 августа)  1849 года с переводом в Драгунский полк Наследника Цесаревича; отставлен 5 (17) марта 1854 года. Участвовал в войне с горцами и в походе в Галицию по случаю Венгерского мятежа 1849. С 1861 г. по 5 октября 1866 года был мировым посредником в Раненбургском уезде Рязанской губ., а потом — мировым судьей 5 участка того же уезда. Был женат на Зинаиде Сергеевне Щербачевой (1839—после 1914).